# Akvedukten över Hrazdanravinen
Akvedukten över Hrazdanravinen  (armeniska: Հրազդանի Ձորի ջրանցույց: Hrazdani Dzori dzjrantsujts) är en bro över floden Hrazdan i Jerevan i Armenien. 
Akvedukten ritades av Rafajel Israjeljan och byggdes 1949–1950. Den är byggd i gråaktig basalt. Den är 100 meter lång och fem meter bred. 